# Leucania mesotrostina
Leucania mesotrostina là một loài bướm đêm trong họ Noctuidae.